# Košarkaški Kup Hrvatske 1992./93.
Drugi po redu Košarkaški Kup Hrvatske (sezona 1992./93.), kasnije nazvan Kup Krešimira Ćosića, započeo je 26. rujna 1992. godine utakmicama 1. kruga. U četvrtzavršnicu direktno su se plasirale momčadi koje su ostvarile najbolji plasman u košarkaškom prvenstvu Hrvatske u sezoni 1992. (KK Cibona, KK Zadar, KK Slobodna Dalmacija i KK Zagreb). Završni turnir najboljih četiri momčadi odigran je u Puli 6. i 7. ožujka 1993. godine.

## Rezultati
| 1. krug (26. rujna 1992.)                                          | 2. krug (3. listopada 1992.)                          | 3. krug (15. listopada 1992.)           | 4. krug (22. listopada 1992.)                | pobjednici izlučnog natjecanja |
| ------------------------------------------------------------------ | ----------------------------------------------------- | --------------------------------------- | -------------------------------------------- | ------------------------------ |
| A SKUPINA                                                          |                                                       |                                         |                                              |                                |
| (A) pobjednik regije "Jug" - KK Dalmacijavino (Split)              | (A) pobjednik regije "Jug" - KK Dalmacijavino (Split) | pobjednik 1 - pobjednika A              | pobjednik 3. kruga - KK Šibenik ZM (Šibenik) | KK Dalmacijavino (Split)       |
| (B) KK Alkar (Sinj) - KK Omiš (Omiš)                               | (1) pobjednik C - pobjednik B                         | pobjednik 1 - pobjednika A              | pobjednik 3. kruga - KK Šibenik ZM (Šibenik) | KK Dalmacijavino (Split)       |
| (C) KK Jug (Dubrovnik) - KK Solin (Solin)                          | (1) pobjednik C - pobjednik B                         | pobjednik 1 - pobjednika A              | pobjednik 3. kruga - KK Šibenik ZM (Šibenik) | KK Dalmacijavino (Split)       |
| B SKUPINA                                                          |                                                       |                                         |                                              |                                |
| (A) pobjednik regije "Zapad" - KK Croatia Line (Rijeka)            | (1) pobjednik B - pobjednik A                         | pobjednik 1 - KK Gradine (Pula)         | -                                            | KK Gradine (Pula)              |
| (B) KK Željezničar (Karlovac) - KK Brajda (Rijeka)                 | (1) pobjednik B - pobjednik A                         | pobjednik 1 - KK Gradine (Pula)         | -                                            | KK Gradine (Pula)              |
| C SKUPINA                                                          |                                                       |                                         |                                              |                                |
| (A) pobjednik regije "Centar" - KK Dubrava (Zagreb)                | (1) pobjednika A - KK Tuškanac (Zagreb)               | pobjednik 1 - KK Zrinjevac (Zagreb)     | -                                            | KK Zrinjevac (Zagreb)          |
| (B) KK Čakovec (Čakovec) - KK Maksimir (Zagreb) 105:104            | (2) pobjednik C - pobjednik B                         | pobjednik 2 - KK Osijek Koteks (Osijek) | -                                            | KK Osijek Koteks (Osijek)      |
| (C) pobjednik regije "Istok" - KK Oriolik Jasinje (Slavonski Brod) | (2) pobjednik C - pobjednik B                         | pobjednik 2 - KK Osijek Koteks (Osijek) | -                                            | KK Osijek Koteks (Osijek)      |

| četvrtzavršnica (10. siječnja 1993.)                      | rezultat      |
| --------------------------------------------------------- | ------------- |
| KK Dalmacijavino (Split) - KK Cibona (Zagreb)             | 65:88         |
| KK Gradine (Pula) - KK Zagreb (Zagreb)                    | 72:64         |
| KK Osijek Koteks (Osijek) - KK Slobodna Dalmacija (Split) | 68:88         |
| KK Zrinjevac (Zagreb) - KK Zadar (Zadar)                  | 84:86 (74:74) |

| poluzavršnica (Pula, 6. ožujka 1993.)             | rezultat |
| ------------------------------------------------- | -------- |
| KK Zadar (Zadar) - KK Cibona (Zagreb)             | 89:81    |
| KK Gradine (Pula) - KK Slobodna Dalmacija (Split) | 74:89    |

| utakmica za treće mjesto (Pula, 7. ožujka 1993.) | rezultat |
| ------------------------------------------------ | -------- |
| KK Gradine (Pula) - KK Cibona (Zagreb)           | 82:102   |

| završnica (Pula, 7. ožujka 1993.)                | rezultat |
| ------------------------------------------------ | -------- |
| KK Slobodna Dalmacija (Split) - KK Zadar (zadar) | 75:64    |

## Osvajači Kupa
Košarkaški klub Slobodna Dalmacija (Split): Josip Vranković, Boris Jaman, Zoran Čutura, Nenad Videka, Lovrić, Teo Čizmić, Edi Vulić, Sead Bukva, Damir Mršić, Jadran Popović, Ivan Kapov, Aramis Naglić (trener: Vlado Vanjak, pomoćnik: Ivica Burić)

## Statistika
- najbolji igrač završnog turnira: Aramis Naglić (Slobodna Dalmacija)
- najbolji strijelac završnog turnira: Zdravko Radulović (Cibona) 46 koševa

## Poveznice
- A-1 liga 1992./93.
- A-2 liga 1992./93.
- B-1 liga 1992./93.